# Pointe du Carénage
Pour les articles homonymes, voir Carénage.
La pointe du Carénage est un cap de Guadeloupe situé en Basse-Terre.
Il appartient administrativement à la commune de Goyave. 

## Géographie
Il forme avec la pointe de la rivière à Goyave l'anse de Sable qui abrite la plage de Sainte-Claire. 